# (9177) 1990 YA
1990 واي أي (ويعرف أيضًا باسم (9177) 1990 واي أي وفق تسمية الكوكب الصغير) (بالإنجليزية: 1990 YA)‏ هو كويكب ضمن حزام الكويكبات؛ وترتيبه 9177 من حيث الاكتشاف.
اكتُشف هذا الجُرم الفلكي بواسطة اليانور إف. هيلين في 18 ديسمبر 1990.

## وصلات خارجية
- (9177) 1990 YA في قاعدة بيانات مختبر الدفع النفاث لأجرام النظام الشمسي الصغيرة

- الاكتشاف · مخطط المدار ·  العناصر المدارية · المعلمات المادية

- (9177) 1990 YA على موقع ويكي سكاي: DSS2, SDSS, GALEX, IRAS, Hydrogen α, X-Ray, Astrophoto, Sky Map, Articles and images